# أحمد بن أبي الرجال
الشيخ صفي الدين أحمد بن صالح بن أبي الرجال (1029 هـ - 1092 هـ). هو رجل دين ومؤرخ وأديب زيدي يمني. كانت ولادته في الأهنوم باليمن، وقد نشأ في صنعاء وعاش فيها إلى أن توفي.
تولّي القضاء وأقرأ ودرّس أولاد الإمام المهدي العباس بن الحسن. ذكر في كتاب البدر الطالع: "وارتفعت درجته عند الإمام، وكان يجالسه ويحادثه، ورفع منزلته حتى كان تارة بمنزلة الوزير وأخرى بمنزلة المشير .. ". 
من مؤلفاته المذكورة في تراجمه  إضافة إلى حاشية على تفسير الكشاف لكاتبه الزمخشري.
| - مطلع البدور ومجمع البحور. موسوعة في تراجم رجال الزيدية تقع في أكثر من مجلد، وتعد من أهم موسوعات الرجال وتراجم الأعلام عند الزيدية. - إعلام الموالي بكلام ساداته الأعلام الموالي. | - تيسير الشريعة. - الرياض الندية. - الدر النظيم الجامع لغرائب البيان وفضل الخطاب لأولي التفاهم. |